# آلیسا خاچاتریان
آلیسا خاچاتریان (ارمنی: Ալիսա Խաչատրյան؛ زادهٔ) بازیکن فوتبال در پست مدافع اهل ارمنستان است.

## باشگاهی
از باشگاه‌هایی که در آن بازی کرده‌است می‌توان به کالچ اشاره کرد.

## تیم ملی
وی همچنین در تیم ملی فوتبال زنان ارمنستان بازی کرده‌است. 